# Camera Serial Interface
Camera Serial Interface (カメラシリアルインターフェイス; CSI)は、
Mobile Industry Processor Interface (MIPI) Allianceによる仕様であり、
カメラとホストプロセッサーの間のインターフェイスを定めている。
最新の利用されているインターフェイス仕様は、
2019年発表のCSI-2 v3.0、2014年発表のCSI-3 v1.1、2017年発表のCCS v1.0である。

## 規格

### CSI-1
CSI-1は、カメラのためのMIPIの標準インターフェイスであった。
CSI-1はカメラとホストプロセッサーの間のインターフェイスを定めるアーキテクチャーとして
誕生した。
CSI-1は、MIPI CSI-2とMIPI CSI-3へ発展しており、いずれも改良し続けている。

### CSI-2
MIPI CSI-2 v1.0仕様は、2005年に発表された。
CSI-2はD-PHYまたはC-PHY(いずれの規格もMIPI Allianceにより定められている)を
物理レイヤーオプションとして利用する。
プロトコルは、以下のレイヤーに分けられている。
1. . 物理レイヤー(C-PHYまたはD-PHY)
2. . レーンマージャーレイヤー
3. . 低レベルプロトコルレイヤー
4. . ピクセル-バイト変換レイヤー
5. . アプリケーションレイヤー

2017年4月に、CSI-2 v2.0仕様が発表された。
CSI-2 v2.0はRAW-16とRAW-20の色深度、バーチャルチャネルも4から32へ増加、
遅延低減・伝送効率(LRTE)、差分パルス符号変調(DPCM)、パワースペクトル密度
を減少させるスクランブル処理をサポートするようになった。
2019年9月にはCSI-2 v3.0は発表され、Unified Serial Link (USL)や
Smart Region of Interest (SROI)、End-of-Transmission Short Packet (EoTp)、
RAW-24色深度をサポートした。

### CSI-3
MIPI CSI-3は、高速で双方向の画像とビデオの転送を第一の目的としたプロトコルであり、
マルチレイヤー、ピア・ツー・ピア、UniProベースのM-PHYデバイスネットワークの機能を持つ。
CSI-3は2012年に発表されたが、2014年にバージョン1.1として再度発表されている。

### Camera Command Set (CCS)
Camera Command Set (CCS) v1.0仕様は、2017年11月30日に発表され、
CSI-2を利用してイメージセンサーを制御する一群の機能について定義している。

## 技術と転送速度
電波障害防止のため、システム設計者はaとbの互いに異なるクロックレートをM-PHYスピードレベルで
選択可能になっている。
| M-PHYスピード | クロックレート | ビットレート |
| ------------- | -------------- | ------------ |
| Gear 1        | G1a            | 1.25 Gbit/s  |
| Gear 1        | G1b            | 1.49 Gbit/s  |
| Gear 2        | G2a            | 2.5 Gbit/s   |
| Gear 2        | G2b            | 2.9 Gbit/s   |
| Gear 3        | G3a            | 5 Gbit/s     |
| Gear 3        | G3b            | 5.8 Gbit/s   |